# Кучук-Джантуган
Кучук-Джантуган (укр. Кучук- Джантуган, крымскотат. Küçük Can Tuvğan, Кучюк Джан Тувгъан) — исчезнувшее селение в Джанкойском районе Республики Крым, располагавшееся на севере района, у берега Сиваша, примерно в 3 км к северо-западу от современного села Рюмшино.

## История
Первое документальное упоминание села встречается в фирмане хана Крым-Гирея 1760 года (о разборе хозяйственных дел).
По Камеральному Описанию Крыма… 1784 года в последний период Крымского ханства Кочула Джантогай входил в Дип Чонгарский кадылык Карасубазар ского каймаканства. После присоединения Крыма к России (8) 19 апреля 1783 года, (8) 19 февраля 1784 года, именным указом Екатерины II сенату, на территории бывшего Крымского Ханства была образована Таврическая область и деревня была приписана к Перекопскому уезду. После Павловских реформ, с 1796 по 1802 год, входила в Перекопский уезд Новороссийской губернии. По новому административному делению, после создания 8 (20) октября 1802 года Таврической губернии, Джантуган был включён в состав Биюк-Тузакчинской волости Перекопского уезда.
По Ведомости о всех селениях в Перекопском уезде состоящих с показанием в которой волости сколько числом дворов и душ… от 21 октября 1805 года в деревне Джантуган числилось 5 дворов, 38 крымских татар и 1 ясыр. На военно-топографической карте генерал-майора Мухина 1817 года селение обозначено, как Чантоган без указания числа дворов. После реформы волостного деления 1829 года Джантуган, согласно «Ведомости о казённых волостях Таврической губернии 1829 года», остался в составе Тузакчинской волости. На карте 1836 года в Кучук Джантугане обозначено 3 двора Затем, видимо, вследствие эмиграции крымских татар в Турцию, деревня заметно опустела и на карте 1842 года Кучук Джантуган обозначен условным знаком «малая деревня», то есть, менее 5 дворов.
В 1860-х годах, земской реформы Александра II, деревню приписали к Бурлак-Таминской волости того же уезда. По обследованиям профессора А. Н. Козловского начала 1860-х годов, в селении «… нет ни колодцев, ни запруд, ни проточных вод», имелись только копани (выкопанная на месте с близким залеганием грунтовых вод яма) глубиной от 3 до 5 саженей (от 6 до 10 м) с солоноватой водой, которая «высыхает совершенно в сухое время». Согласно «Памятной книжке Таврической губернии за 1867 год», деревня стояла покинутая, ввиду эмиграции крымских татар, особенно массовой после Крымской войны 1853—1856 годов, в Турцию и в дальнейшем в доступных источниках не встречается.